# 马恩河畔诺让区
马恩河畔诺让区（法語：Arrondissement de Nogent-sur-Marne）是法国法兰西岛大区马恩河谷省所辖的一个区。总面积63平方公里，总人口508966，人口密度8079人/平方公里（2017年）。主要城镇为马恩河畔诺让。

## 辖区
马恩河畔诺让区辖有13个市镇。